# Cyfry nautyczne

Cyfry nautyczne na przykładzie kroju pisma Hoefler Text

Cyfry nautyczne, cyfry mediewalne, cyfry tekstowe – znaki cyfr arabskich występujące w niektórych krojach pisma, zaprojektowane w ten sposób, aby nie odróżniały się wizualnie od minuskuł.
Efekt ten osiąga się poprzez naruszenie jednolitej linii cyfr tego typu, a konkretnie poprzez nadanie niektórym z nich wydłużeń dolnych (na podobieństwo liter typu g, p, q), a innym wydłużeń górnych (na podobieństwo liter typu b, d, t). Cyfry nautyczne z wydłużeniami są wysokości wielkich liter, przy czym te z wydłużeniami dolnymi sięgają od średniej linii pisma do linii dolnej, a z wydłużeniami górnymi mieszczą się pomiędzy linią wydłużeń górnych a linią podstawową. Jednak nie wszystkie cyfry nautyczne posiadają wydłużenia. Te, które ich nie mają, są wielkości liter małych i, mówiąc dokładniej, przypominają kapitaliki. Ogólnie – wszystkie te cyfry, nie posiadając wspólnej linii, sprawiają wrażenie jakby „pływały”, stąd ich nazwa.
Cyfry nautyczne bazują na renesansowej tradycji typograficznej. Przeciwieństwem cyfr nautycznych są cyfry zwykłe.
Nautyczna cyfra „0” jest zazwyczaj okrągłego kształtu z powodu zmniejszenia jej wysokości do wysokości liter bez wydłużeń górnych,  podczas gdy zwykła cyfra „0” jest zazwyczaj znacznie węższa, aby odróżniała się od wielkiej litery „O”, która najczęściej jest również okrągłego kształtu.
W niektórych krojach pisma, zwłaszcza wywodzących się z francuskiej tradycji typograficznej, cyfra 3 ma wydłużenie górne, a nie jak w anglosaskich krojach dolne. Ma to zapewnić lepsze rozróżnienie z małą literą „z” pisaną kiedyś powszechnie z wydłużeniem dolnym.

## Zastosowanie cyfr nautycznych

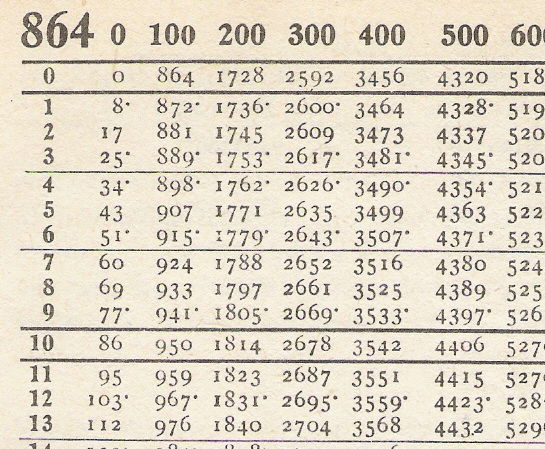
Cyfry nautyczne w tablicach matematycznych

Jeden z poglądów na temat typografii mówi, iż w tekście ciągłym typowe kroje cyfr zakłócają jednolity wygląd całości, szczególnie jeśli złożone są nimi liczby składające się z wielu znaków, gdyż wprowadzają one lokalne zakłócenie w jednolitej szarości bloku tekstu poprzez powstawanie ciemniejszych obszarów o kształcie zbliżonym do leżącego prostokąta. Dlatego wskazane jest stosowanie cyfr nautycznych, jako zbliżonych wyglądem do innych znaków pisarskich, a przede wszystkim do liter. Należy je stosować jednak tylko tam, gdzie waga wyrażeń liczbowych nie jest większa od reszty tekstu. Natomiast w przypadku tekstów zawierających istotne dane liczbowe, stosowanie cyfr nautycznych byłoby utrudnieniem odczytania całości. Ponadto nie należy stosować cyfr nautycznych w nazwach własnych, a szczególnie tych będących nazwami zastrzeżonymi, gdyż sugerowałyby one określony wygląd takich napisów, w miejsce cyfr nienautycznych, które postrzegane są jednak jako bardziej neutralne z wyglądu. Nie należy również stosować cyfr nautycznych w tekstach oficjalnych, urzędowych oraz w formularzach.
Praktycznym zastosowaniem krojów pisma zawierających cyfry nautyczne są publikacje prasowe (zwłaszcza długie teksty) oraz publikacje książkowe (z wyłączeniem części naukowych, przede wszystkim z zakresu nauk ścisłych). W dzisiejszych czasach należy jednak stosować tego typu kroje z umiarem, gdyż teksty współczesne zawierają zwykle znacznie więcej danych cyfrowych aniżeli kiedyś, a czytelnicy są odzwyczajeni od znaków tego typu. Tak więc cyfry nautyczne pasować będą raczej do tekstów na tematy tradycyjne, humanistyczne, oraz do literatury starszych autorów.
Cyfry nautyczne są często stosowane w tablicach matematycznych. Zróżnicowanie wysokości cyfr zmniejsza niebezpieczeństwo pomyłki przy odczytywaniu dłuższych ciągów cyfr (np. 3 i 8, czy 1 i 7).